# Barbara Frum
 (mars 2011).
Si vous disposez d'ouvrages ou d'articles de référence ou si vous connaissez des sites web de qualité traitant du thème abordé ici, merci de compléter l'article en donnant les références utiles à sa vérifiabilité et en les liant à la section « Notes et références ».
Pour les articles homonymes, voir Frum.
Barbara Frum (née le 8 septembre 1937 - morte le 26 mars 1992) est une journaliste canadienne de langue anglaise réputée pour sa rigueur et sa crédibilité, elle a succombé à la leucémie à l'âge de 54 ans. Elle était l'animatrice de l'émission d'affaires publiques The Journal depuis sa création en 1982. Elle avait entrepris sa carrière en tant que pigiste pour les magazine Maclean's,Saturday  Night et Châtelaine tout en travaillant parallèlement à la radio où elle anima As It Happens de 1971 à 1982. Depuis son arrivée à The Journal, elle aura animé près de 2600 émissions et interviewé les plus grandes personnalités du monde entier de son époque, dont Margaret Thatcher, Nelson Mandela, Yasser Arafat.